# Jardin de l'Évêché (Grenoble)
Pour les articles homonymes, voir Jardin de l'Évêché.
Le Jardin de l'Évêché, quelquefois dénommé  jardin du musée de l’Ancien Évêché ou jardin de la cathédrale est un parc urbain, ancien jardin du palais des évêques de Grenoble date de 1775. Il est situé dans le quartier Notre-Dame à Grenoble, à proximité immédiate de la cathédrale Notre-Dame et du musée de l'Ancien Évêché.

## Situation, accès et aménagement

### Situation et accès
Le jardin de l'Évêché, situé dans la partie ancienne de la ville de Grenoble, est essentiellement accessible par la ligne B du tramway de Grenoble (station Notre-Dame) ainsi que par diverses lignes d'autobus dont les lignes proximo 16 et 62. Également dénommé « jardin du musée de l’Ancien Évêché » ou « jardin de la Cathédrale », il permet une liaison piétonne depuis la place Notre-Dame et la rue Très-Cloîtres, jusqu'à la rue du Fer-à-Cheval.

### Aménagement et horaire

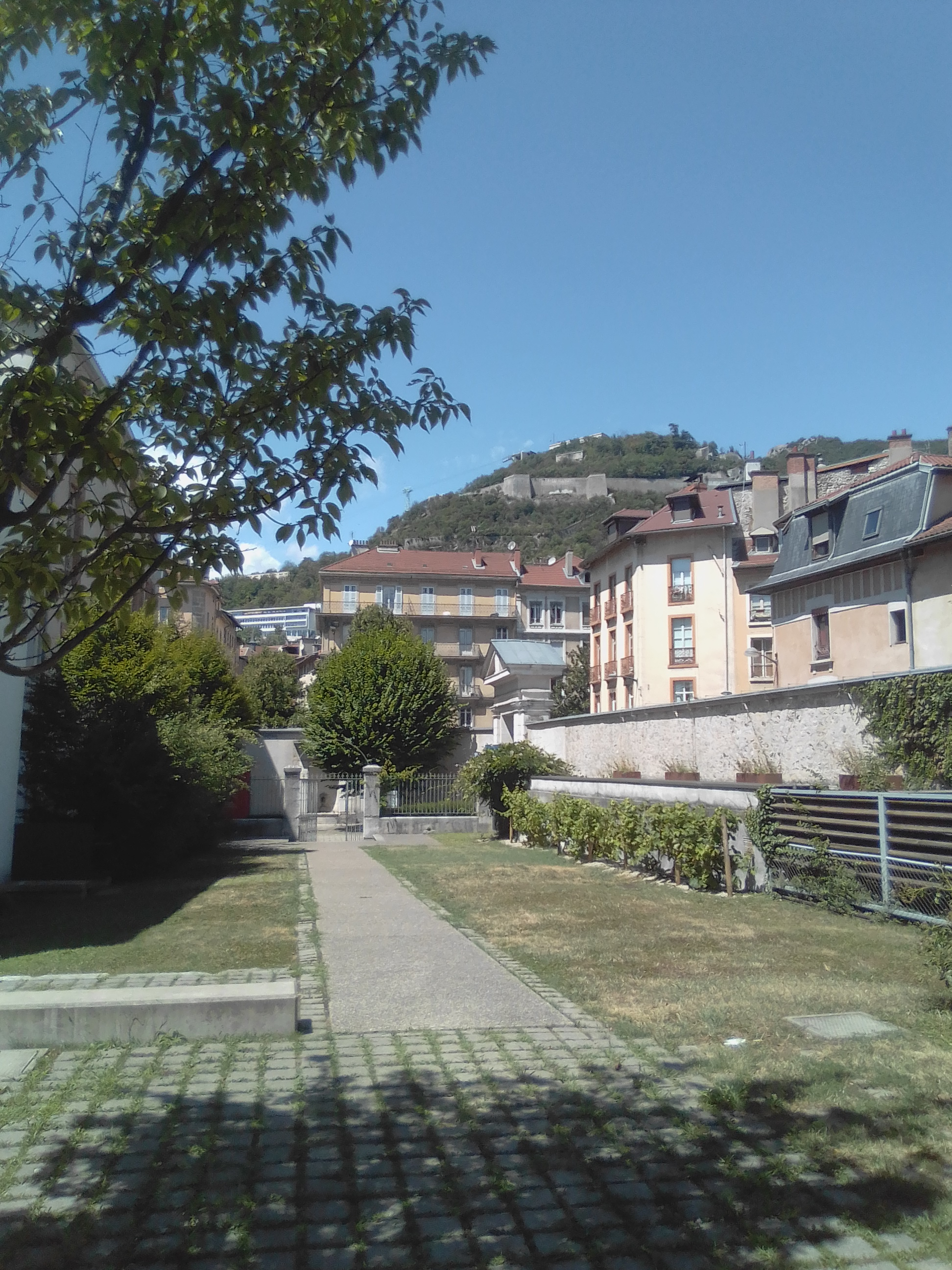
Le jardin offre une belle vue sur le fort de la Bastille.

Le jardin actuel, en forme de « L  » a été aménagé en trois parties bien distinctes, entre la cour d’honneur du musée et la rue du Fer-à-Cheval: 
- la première partie est un espace engazonné libre de tout aménagement, se terminant par une esplanade haute où pourront se tenir des manifestations culturelles.
- la seconde partie est un espace de plantations fleurie en plans carrés pour rappeler l’idée d’un jardin de curé, abritant des ancolies, centaurées, lilas, anémones… mais aussi des plantes aromatiques)
- la troisième partie se présente sous la forme d'un espace de découverte du patrimoine historique et archéologique. Le visiteur peut découvrir le chevet de la cathédrale, qui valorise l’implantation du chœur construit en brique au XIIIe siècle sur la crête du rempart romain édifié dix siècles auparavant. Il existe, en hauteur, un chemin de ronde fortifié, datant de 1374.

Le jardin est ouvert au public trente minutes après le musée de l’Ancien Évêché et ferme trente minutes avant. La fermeture est avancée à 17h00 en hiver.

## Historique
Le premier jardin du palais des évêques de Grenoble date de 1775 et présente à cette époque alors des alignements d'arbres et deux parterres. 
Au cours des siècles suivants, il subit d’intenses transformations notamment avec l'implantation de quelques bâtiments qui seront démolis lors de son réaménagement. Celui-ci, réalisé en 2014 s’inscrit dans le vaste chantier patrimonial entrepris à partir de 1990 sur le groupe évêché-cathédrale. La réalisation d’une campagne de fouilles archéologiques ainsi que le restauration du chevet de la cathédrale complètent l'ouverture du musée départemental de l’Ancien Évêché en 1999.